# Olivier Dacourt
Olivier Dacourt (ur. 25 września 1974 w Montreuil) – francuski piłkarz grający na pozycji defensywnego pomocnika. Karierę zakończył w 2010 roku.
W jej trakcie występował w barwach takich klubów jak Everton, Leeds United, Fulham, a także Inter Mediolan. Gdy odchodził do Mediolanu, powiedział, że chciałby zawitać jeszcze raz do Premiership. Jego marzenie spełniło się w styczniu 2009 roku, kiedy na zasadzie wypożyczenia powrócił do Fulham. W nowej drużynie zadebiutował 7 lutego w spotkaniu z Wigan Athletic. Rozegrał w niej 9 spotkań. Po zakończeniu wypożyczenia, 30 czerwca 2009 roku jego kontrakt z Interem również się skończył. Będąc wolnym zawodnikiem podpisał umowę z klubem Standard Liège. W styczniu 2010 kontrakt został rozwiązany za porozumieniem stron a piłkarz zakończył karierę.
Grał dla reprezentacji Francji na Igrzyskach Olimpijskich w 1996 i Mistrzostwach Europy w 2004.